# Asta di chiusura
L'asta di chiusura (così come l'asta di apertura) serve a far sì che l'ultimo (primo) prezzo di ogni giorno non sia determinato casualmente dagli ultimi (primi) due attori che hanno stipulato un contratto.
Il prezzo dell'asta di chiusura è importante perché incorpora un forte valore segnaletico; inoltre gli scambi nell'asta di chiusura rappresentano generalmente una parte importante di quelli che contribuiscono alla determinazione del prezzo di riferimento, calcolato come media (ponderata per le quantità) dei prezzi dei contratti corrispondenti all'ultimo 10% delle quantità scambiate nella seduta (sono esclusi i contratti conclusi attraverso la funzione cross-order). 
In un intervallo di circa dieci minuti gli ordini immessi dagli intermediari sono inseriti sul book di negoziazione, ma non sono incrociati. Al termine della fase di pre-asta il sistema determina il prezzo dell'asta chiusura secondo una serie di regole a cascata (massimizzazione delle quantità, minimizzazione dello sbilancio, minore oscillazione rispetto al prezzo di controllo, prezzo più elevato) e incrocia gli ordini corrispondenti, secondo le priorità di prezzo e tempo. Nel corso della fase di pre-asta, il sistema di negoziazione diffonde in tempo reale il livello del prezzo teorico di asta, basato sulla situazione corrente del book.
Al fine di minimizzare le possibilità che l'inserimento o la cancellazione di ordini a opera di un singolo intermediario possano determinare brusche oscillazioni del prezzo di asta senza che gli altri possano reagire, il momento di termine della fase di pre-asta è determinato casualmente dal sistema all'interno dell'ultimo minuto della sessione e non è conoscibile ex ante.